# Кей-Шаттлворт, Чарльз, 5-й барон Шаттлворт
Чарльз Джеффри Николас Кей-Шаттлворт, 5-й барон Шаттлворт (англ. Charles Geoffrey Nicholas Kay-Shuttleworth, 5th Baron Shuttleworth; род. 2 августа 1948) — британский наследственный пэр.

## Биография
Родился 2 августа 1948 года. Старший сын Чарльза Угреда Кей-Шаттлворта, 4-го барона Шаттлворта (1917—1975), и его жены Энн Элизабет Филиппс (? — 1991).
Лорд Шаттлворт получил образование в Итоне до избрания FRICS и был директором строительного общества Бернли с 1979 года, председателем Национального и провинциального строительного общества и заместителем председателя Abbey National plc 1996—2004. После приобретения компанией Santander Abbey National plc он был назначен председателем пенсионного фонда Santander UK Group с 2005 по 2018 год. С 1990 по 1997 год он занимал пост председателя Комиссии по развитию сельских районов, правительственного учреждения, ответственного за экономическое и социальное благополучие сельских районов Англии. Он был назначен Лорд-лейтенант Ланкашира 13 января 1997 года и был председателем Ассоциации лорд-лейтенантов 2008—2018 годов. Он был членом Совета герцогства Ланкастер с 1998 года и был назначен председателем Совета с 2006 по 2014 год].
Лорд Шаттлворт был сделан рыцарем-командором Королевского Викторианского ордена (KCVO) в 2011 году в дополнение к тому, что он был рыцарем ордена Святого Иоанна (KStJ). 23 апреля 2016 года он был назначен рыцарем ордена Подвязки (KG).
Наследником баронства является его старший сын, достопочтенный Томас Кей-Шаттлворт (родился в 1976 году). Лорд Шаттлворт является покровителем ряда благотворительных организаций по всему Ланкаширу.

## Стили
- Достопочтенный Чарльз Кей-Шаттлворт (1948—1975)
- Лорд Шаттлворт (1975—2011)
- Лорд Шаттлворт, рыцарь-командор Королевского Викторианского ордена (2011—2016)
- Лорд Шаттлворт, Кавалер Ордена Подвязки, рыцарь-командор Королевского Викторианского ордена (2016 — настоящее время)

## Награды
- Кавалер Ордена Подвязки (23 апреля 2016)
- Рыцарь-командор Королевского Викторианского Ордена (2011)
- Кавалер Ордена Святого Джона
- Медаль Золотого юбилея королевы Елизаветы II (2002 год)
- Медаль Бриллиантового юбилея королевы Елизаветы II (2012 год)

## Семья
25 октября 1975 года Чарльз Кей-Шаттлворт женился на Энн Мэри Уотман, дочери майора Джеймса анбара Уотмана. Её первым мужем был Дэниэл Генри Барклай. У барона и баронессы Шаттлворт было трое сыновей:
- Достопочтенный Томас Эдвард Кей-Шаттлворт (род. 29 сентября 1976), старший сын и наследник отца. Женат с 2002 года на Клэр Тозер.
- Достопочтенный Дэвид Чарльз Кей-Шаттлворт (род. 29 августа 1978), женат с 2004 года на Элизабет Нине Арбатнотт
- Достопочтенный Уильям Джеймс Кей-Шаттлворт (род. 29 ноября 1979).